# Tolmerus dimidiatus
Tolmerus dimidiatus là một loài ruồi trong họ Asilidae. Tolmerus dimidiatus được Macquart miêu tả năm 1839.